# Rząd Jarosława Kaczyńskiego
Rząd Jarosława Kaczyńskiego – Rada Ministrów pod kierownictwem premiera Jarosława Kaczyńskiego, powołana i zaprzysiężona 14 lipca 2006 przez prezydenta RP Lecha Kaczyńskiego.
Jarosław Kaczyński podał gabinet do dymisji 5 listopada 2007, czyniąc to dwukrotnie – przed prezydentem RP i na forum Sejmu w dniu pierwszego posiedzenia Sejmu VI kadencji. Dymisja została przyjęta i Rada Ministrów pełniła obowiązki do czasu zaprzysiężenia nowego składu Rady Ministrów 16 listopada 2007.
Rada Ministrów Jarosława Kaczyńskiego kontynuowała politykę rządu Kazimierza Marcinkiewicza; na stanowiskach ministerialnych nie dokonano większych zmian.

## Wotum zaufania
19 lipca 2006 rząd, po wygłoszeniu przez Jarosława Kaczyńskiego exposé, otrzymał od Sejmu wotum zaufania. Za jego udzieleniem głosowało 240 posłów, przeciw opowiedziało się 205. Nikt nie wstrzymał się od głosu. Większość bezwzględna konieczna do uzyskania wotum zaufania wynosiła 223 głosy.

### Wotum zaufania 19 lipca 2006
| Klub/koło                                            | Klub/koło                    | Głosowanie | Głosowanie     | Głosowanie | Nieobecni |
| Klub/koło                                            | Klub/koło                    | Za         | Wstrzymali się | Przeciw    | Nieobecni |
| ---------------------------------------------------- | ---------------------------- | ---------- | -------------- | ---------- | --------- |
|                                                      | Prawo i Sprawiedliwość       | 149        | 0              | 0          | 6         |
|                                                      | Platforma Obywatelska        | 0          | 0              | 129        | 2         |
|                                                      | Samoobrona RP                | 54         | 0              | 0          | 1         |
|                                                      | Sojusz Lewicy Demokratycznej | 0          | 0              | 52         | 3         |
|                                                      | Liga Polskich Rodzin         | 28         | 0              | 0          | 1         |
|                                                      | Polskie Stronnictwo Ludowe   | 0          | 0              | 24         | 1         |
|                                                      | Narodowe Koło Parlamentarne  | 5          | 0              | 0          | 0         |
|                                                      | Posłowie niezrzeszeni        | 4          | 0              | 0          | 1         |
| ŁĄCZNIE                                              | ŁĄCZNIE                      | 240        | 0              | 205        | 15        |
| Większość bezwzględna: 223, wotum zaufania udzielono |                              |            |                |            |           |

## Kryzys w 2006
21 września 2006 po spotkaniu z radą polityczną PiS Jarosław Kaczyński złożył do prezydenta wniosek o odwołanie ze stanowiska wiceprezesa Rady Ministrów i ministra rolnictwa i rozwoju wsi Andrzeja Leppera. Nazajutrz prezydent RP Lech Kaczyński odwołał wicepremiera ze składu rządu. W ten sposób Samoobrona RP zbliżyła się w stronę opozycyjności. Opuściła ją część działaczy, która 22 września wraz z dotychczasowymi posłami NKP (w tym wiceministrem transportu Bogusławem Kowalskim) powołała prorządowy klub parlamentarny Ruch Ludowo-Narodowy (funkcjonujący do grudnia; w 2007 większość dawnych jego posłów powołała mającą własne koło (początkowo o nazwie RLCh) partię RLN, także popierającą rząd).
26 września 2006 w programie Teraz my! ujawniono filmowy zapis propozycji wystąpienia z Samoobrony RP składanej Renacie Beger przez polityków PiS i pozostania w koalicji. Posłanka zażądała w zamian m.in. stanowiska podsekretarza stanu w Ministerstwie Rolnictwa i Rozwoju Wsi. Posłanka zaoferowała też przejście pięciu innych posłów Samoobrony RP do klubu parlamentarnego PiS. W zamian minister w Kancelarii Premiera Adam Lipiński zaoferował pomoc prawną w pozbyciu się groźby spłacenia weksli, a także rozważenie możliwości zabezpieczenia ich ze środków Sejmu do czasu wygranego procesu, aby nie doszło do wejścia komornika do biur poselskich. Weksle, o których była mowa, zostały wystawione przez Samoobronę i miały być realizowane w sytuacji, gdy którykolwiek z posłów opuści klub parlamentarny lub zostanie z niego usunięty.
Nagrane zostały trzy rozmowy Renaty Beger: dwie z Adamem Lipińskim i jedna z Wojciechem Mojzesowiczem. Adam Lipiński przyznał, że o całej sprawie (a co najmniej o stanowisku dla Renaty Beger po zmianie klubu) wiedział premier Jarosław Kaczyński. Według Adama Lipińskiego „premier się na razie nie zgodził”. Jednocześnie, wbrew sugestiom posłanki, odmówił pomocy w postępowaniach sądowych prowadzonych przeciwko niej.

## Kryzys w 2007
9 lipca 2007 prezydent RP Lech Kaczyński zdymisjonował Andrzeja Leppera z funkcji wicepremiera, ministra rolnictwa i rozwoju wsi za aferę korupcyjną wykrytą przez Centralne Biuro Antykorupcyjne w Ministerstwie Rolnictwa i Rozwoju Wsi, w którą miał też być zamieszany sam Andrzej Lepper. Wieczorem tego samego dnia Prezydium Samoobrony RP zdecydowało o wyjściu partii z koalicji rządowej.
10 lipca 2007 klub parlamentarny Samoobrony RP także zdecydował o wyjściu partii z koalicji, ale ostateczną decyzję klub zostawił przewodniczącemu Andrzejowi Lepperowi. Przewodniczący zadecydował, że Samoobrona pozostaje „warunkowo” w koalicji do czasu wyjaśnienia sprawy, które spodziewane było na 13 lipca. Sojusz Lewicy Demokratycznej złożył w Sejmie wniosek o samorozwiązanie Sejmu. Platforma Obywatelska również złożyła wniosek o samorozwiązanie i dodatkowo złożyła 19 wniosków o wotum nieufności dla wszystkich ministrów rządu Jarosława Kaczyńskiego.
13 lipca 2007 prezydium Samoobrony ponownie zdecydowało o wyjściu partii z koalicji, jednak ostateczną decyzję pozostawiło przewodniczącemu Andrzejowi Lepperowi, który po spotkaniu z przewodniczącym LPR Romanem Giertychem podjął decyzję o pozostaniu Samoobrony w koalicji rządowej, a także zdecydował wraz z LPR o powołaniu wspólnej partii o nazwie „Liga i Samoobrona” (LiS).
30 lipca LiS zażądało od PiS powołania Krzysztofa Sikory na ministra rolnictwa i rozwoju wsi, przywrócenia Daniela Pawłowca na stanowisko wiceszefa UKIE i powołania komisji śledczej ds. akcji CBA w Ministerstwie Rolnictwa i Rozwoju Wsi. Wicepremier Przemysław Gosiewski powiedział tym postulatom „3 razy nie”.
31 lipca 2007 poseł PiS Wojciech Mojzesowicz został powołany na urząd ministra rolnictwa i rozwoju wsi, czym złamana została przez PiS umowa koalicyjna zapewniająca Samoobronie kierowanie tym resortem.
5 sierpnia 2007 Rada Krajowa Samoobrony RP stwierdziła w uchwale, że koalicja została zerwana przez premiera Jarosława Kaczyńskiego. Ogłosiła, że partii nie wiąże już umowa koalicyjna i zobowiązała swoich ministrów: Andrzeja Aumillera (ministra budownictwa) i Annę Kalatę (ministra pracy i polityki społecznej) do oddania się do dyspozycji premiera.
8 sierpnia 2007 premier odwołał ministra spraw wewnętrznych i administracji Janusza Kaczmarka, ponieważ znalazł się w kręgu podejrzanych o przeciek ws. lipcowej akcji CBA w ministerstwie. Janusz Kaczmarek w specjalnym oświadczeniu dla PAP napisał, że nie jest źródłem przecieku, a w kręgu podejrzeń ws. przecieku są też inni ministrowie. Stwierdził, że prokuratura pod kierownictwem Zbigniewa Ziobry nie jest w stanie wyjaśnić tej sprawy i potrzebna jest sejmowa komisja śledcza. Nowym szefem MSWiA został Władysław Stasiak. 10 sierpnia wicepremier Roman Giertych w imieniu LPR zaproponował ponowne rozmowy koalicyjne między PiS a Samoobroną i LPR, w wyniku których miałby zostać wyłoniony rząd bez partyjnych liderów – jego, Jarosława Kaczyńskiego i Andrzeja Leppera. Na czele nowego rządu mógłby stanąć zdaniem Romana Giertycha Kazimierz Marcinkiewicz, Zyta Gilowska, Zbigniew Ziobro lub Kazimierz Michał Ujazdowski. Wicepremier powiedział, że LPR nie poprze wniosków o samorozwiązanie Sejmu.
Po odwołaniu z urzędu ministra MSWiA Janusz Kaczmarek mówił w wywiadach prasowych, że źródłem przecieku ws. akcji CBA mógł być minister sprawiedliwości Zbigniew Ziobro – 11 sierpnia informację tę potwierdził były wicepremier Andrzej Lepper. Zbigniew Ziobro miał powiedzieć o akcji CBA Andrzejowi Lepperowi 14 czerwca 2007 podczas spotkania w Kancelarii Premiera. Janusz Kaczmarek powiedział też, że Zbigniew Ziobro szukał „haków” na ministra Zbigniewa Wassermanna i był inspiratorem artykułów prasowych stawiających go w złym świetle.
11 sierpnia 2007 Roman Giertych poinformował po spotkaniu z premierem, że Jarosław Kaczyński zerwał umowę koalicyjną. Tego samego dnia Rada Polityczna PiS podjęła uchwałę, w której zdecydowała się na zerwanie koalicji PiS-Samoobrona-LPR oraz na przedterminowe wybory parlamentarne (odbyły się one 21 października).
13 sierpnia prezydent Lech Kaczyński na wniosek premiera zdymisjonował ministrów z LPR (Romana Giertycha i ministra gospodarki morskiej Rafała Wiecheckiego) oraz z Samoobrony RP (Annę Kalatę i Andrzeja Aumillera). Tego samego dnia posłowie LiS złożyli wniosek o konstruktywne wotum nieufności wobec rządu, jako premiera proponując Janusza Kaczmarka. W kolejnych dniach zdymisjonowani zostali wiceministrowie z LPR i Samoobrony.

## Dymisja
5 listopada 2007 w Pałacu Prezydenckim w obecności prezydenta RP Lecha Kaczyńskiego premier Jarosław Kaczyński podał kierowaną przez siebie Radę Ministrów do dymisji. Stało się to na kilka godzin przed pierwszym posiedzeniem Sejmu, co oznacza, że przyjęty przez premiera Kaczyńskiego tryb złożenia dymisji gabinetu (art. 162 ust. 2 pkt 3 Konstytucji RP) jest dobrowolnym ustąpieniem z urzędu, nie zaś obligatoryjną dymisją wynikającą z postanowień Konstytucji (art. 162 ust. 1). Według nich dotychczasowy prezes Rady Ministrów podaje Radę Ministrów do dymisji na pierwszym posiedzeniu nowo wybranego Sejmu.
Premier Jarosław Kaczyński ponowił akt dymisji na pierwszym posiedzeniu Sejmu VI kadencji.
Prezydent RP postanowieniem z 5 listopada 2007 przyjął dymisję Rady Ministrów i powierzył jej pełnienie obowiązków konstytucyjnych do czasu zaprzysiężenia nowego składu Rady Ministrów (art. 162 ust. 3), które nastąpiło 16 listopada 2007.
Z chwilą przyjęcia dymisji rządu dymisję złożyli wszyscy sekretarze i podsekretarze stanu oraz wojewodowie i wicewojewodowie (art. 38 ustawy o Radzie Ministrów).

## Małe partie związane z rządem
W koalicji z PiS były także: Ruch Ludowo-Narodowy (prezes powstałej w styczniu 2007 partii RLN Bogusław Kowalski był od 23 maja 2006 do 23 listopada 2007 sekretarzem stanu w Ministerstwie Transportu) i PSL „Piast” (wiceprezes PSL „Piast” Krzysztof Tołwiński był od 18 września 2007 do 16 listopada 2007 podsekretarzem stanu w Ministerstwie Skarbu Państwa). W rządzie byli także działacze reaktywowanego przez Artura Balazsa w sierpniu 2007 Stronnictwa Konserwatywno-Ludowego: Zbigniew Religa (minister zdrowia, początkowo w Partii Centrum) oraz Mirosław Mielniczuk, sekretarz stanu w Ministerstwie Pracy i Polityki Społecznej od 7 sierpnia 2006 do 20 listopada 2007 (wszedł do rządu z rekomendacji Samoobrony RP, nie będąc jej członkiem).

## Rada Ministrów Jarosława Kaczyńskiego (2006–2007)
| Funkcja                                         | Imię i nazwisko            | Imię i nazwisko                | Czas pełnienia funkcji | Czas pełnienia funkcji |
| Funkcja                                         | Imię i nazwisko            | Imię i nazwisko                | Od                     | Do                     |
| ----------------------------------------------- | -------------------------- | ------------------------------ | ---------------------- | ---------------------- |
| Prezes Rady Ministrów                           |                            | Jarosław Kaczyński (PiS)       | 14 lipca 2006(dts)     | 16 listopada 2007(dts) |
| Wiceprezes Rady Ministrów                       | Ludwik Dorn (PiS)          | 14 lipca 2006(dts)             | 27 kwietnia 2007(dts)  |                        |
| Minister spraw wewnętrznych i administracji     | Ludwik Dorn (PiS)          | 14 lipca 2006(dts)             | 7 lutego 2007(dts)     |                        |
| Wiceprezes Rady Ministrów                       |                            | Roman Giertych (LPR)           | 14 lipca 2006(dts)     | 13 sierpnia 2007(dts)  |
| Minister edukacji narodowej                     | 14 lipca 2006(dts)         | Roman Giertych (LPR)           | 13 sierpnia 2007(dts)  |                        |
| Wiceprezes Rady Ministrów                       |                            | Andrzej Lepper (Samoobrona)    | 14 lipca 2006(dts)     | 22 września 2006(dts)  |
| Minister rolnictwa i rozwoju wsi                | 14 lipca 2006(dts)         | Andrzej Lepper (Samoobrona)    | 22 września 2006(dts)  |                        |
| Wiceprezes Rady Ministrów                       | 16 października 2006(dts)  | Andrzej Lepper (Samoobrona)    | 9 lipca 2007(dts)      |                        |
| Minister rolnictwa i rozwoju wsi                | 16 października 2006(dts)  | Andrzej Lepper (Samoobrona)    | 9 lipca 2007(dts)      |                        |
| Minister spraw zagranicznych                    |                            | Anna Fotyga (PiS)              | 14 lipca 2006(dts)     | 7 września 2007(dts)   |
| Przewodniczący Komitetu Integracji Europejskiej | 14 lipca 2006(dts)         | Anna Fotyga (PiS)              | 7 września 2007(dts)   |                        |
| Minister spraw zagranicznych                    | 7 września 2007(dts)       | Anna Fotyga (PiS)              | 16 listopada 2007(dts) |                        |
| Przewodniczący Komitetu Integracji Europejskiej | 7 września 2007(dts)       | Anna Fotyga (PiS)              | 16 listopada 2007(dts) |                        |
| Minister rozwoju regionalnego                   | Grażyna Gęsicka (PiS)      | 14 lipca 2006(dts)             | 7 września 2007(dts)   |                        |
| Minister rozwoju regionalnego                   | Grażyna Gęsicka (PiS)      | 11 września 2007(dts)          | 16 listopada 2007(dts) |                        |
| Minister-członek Rady Ministrów                 | Przemysław Gosiewski (PiS) | 14 lipca 2006(dts)             | 7 września 2007(dts)   |                        |
| Wiceprezes Rady Ministrów                       | Przemysław Gosiewski (PiS) | 8 maja 2007(dts)               | 7 września 2007(dts)   |                        |
| Wiceprezes Rady Ministrów                       | Przemysław Gosiewski (PiS) | 11 września 2007(dts)          | 16 listopada 2007(dts) |                        |
| Minister-członek Rady Ministrów                 | Przemysław Gosiewski (PiS) | 11 września 2007(dts)          | 16 listopada 2007(dts) |                        |
| Minister skarbu państwa                         | Wojciech Jasiński (PiS)    | 14 lipca 2006(dts)             | 7 września 2007(dts)   |                        |
| Minister skarbu państwa                         | Wojciech Jasiński (PiS)    | 11 września 2007(dts)          | 16 listopada 2007(dts) |                        |
| Minister budownictwa                            |                            | Antoni Jaszczak (Samoobrona)   | 14 lipca 2006(dts)     | 3 listopada 2006(dts)  |
| Minister pracy i polityki społecznej            | Anna Kalata (Samoobrona)   | 14 lipca 2006(dts)             | 13 sierpnia 2007(dts)  |                        |
| Minister finansów                               |                            | Stanisław Kluza                | 14 lipca 2006(dts)     | 22 września 2006(dts)  |
| Minister sportu                                 | Tomasz Lipiec              | 14 lipca 2006(dts)             | 9 lipca 2007(dts)      |                        |
| Minister transportu                             |                            | Jerzy Polaczek (PiS)           | 14 lipca 2006(dts)     | 7 września 2007(dts)   |
| Minister transportu                             | 8 września 2007(dts)       | Jerzy Polaczek (PiS)           | 16 listopada 2007(dts) |                        |
| Minister zdrowia                                |                            | Zbigniew Religa (SKL)          | 14 lipca 2006(dts)     | 7 września 2007(dts)   |
| Minister zdrowia                                | 10 września 2007(dts)      | Zbigniew Religa (SKL)          | 16 listopada 2007(dts) |                        |
| Minister nauki i szkolnictwa wyższego           |                            | Michał Seweryński              | 14 lipca 2006(dts)     | 7 września 2007(dts)   |
| Minister nauki i szkolnictwa wyższego           | 11 września 2007(dts)      | Michał Seweryński              | 16 listopada 2007(dts) |                        |
| Minister obrony narodowej                       | Radosław Sikorski          | 14 lipca 2006(dts)             | 7 lutego 2007(dts)     |                        |
| Minister środowiska                             |                            | Jan Szyszko (PiS)              | 14 lipca 2006(dts)     | 7 września 2007(dts)   |
| Minister środowiska                             | 11 września 2007(dts)      | Jan Szyszko (PiS)              | 16 listopada 2007(dts) |                        |
| Minister kultury i dziedzictwa narodowego       | Kazimierz Ujazdowski (PiS) | 14 lipca 2006(dts)             | 7 września 2007(dts)   |                        |
| Minister kultury i dziedzictwa narodowego       | Kazimierz Ujazdowski (PiS) | 11 września 2007(dts)          | 16 listopada 2007(dts) |                        |
| Minister-członek Rady Ministrów                 | Zbigniew Wassermann (PiS)  | 14 lipca 2006(dts)             | 7 września 2007(dts)   |                        |
| Minister-członek Rady Ministrów                 | Zbigniew Wassermann (PiS)  | 11 września 2007(dts)          | 16 listopada 2007(dts) |                        |
| Minister gospodarki morskiej                    |                            | Rafał Wiechecki (LPR)          | 14 lipca 2006(dts)     | 13 sierpnia 2007(dts)  |
| Minister gospodarki                             |                            | Piotr Woźniak                  | 14 lipca 2006(dts)     | 7 września 2007(dts)   |
| Minister gospodarki                             | 11 września 2007(dts)      | Piotr Woźniak                  | 16 listopada 2007(dts) |                        |
| Minister sprawiedliwości                        |                            | Zbigniew Ziobro (PiS)          | 14 lipca 2006(dts)     | 7 września 2007(dts)   |
| Minister sprawiedliwości                        | 11 września 2007(dts)      | Zbigniew Ziobro (PiS)          | 16 listopada 2007(dts) |                        |
| Wiceprezes Rady Ministrów                       |                            | Zyta Gilowska                  | 22 września 2006(dts)  | 7 września 2007(dts)   |
| Minister finansów                               | 22 września 2006(dts)      | Zyta Gilowska                  | 7 września 2007(dts)   |                        |
| Wiceprezes Rady Ministrów                       | 10 września 2007(dts)      | Zyta Gilowska                  | 16 listopada 2007(dts) |                        |
| Minister finansów                               | 10 września 2007(dts)      | Zyta Gilowska                  | 16 listopada 2007(dts) |                        |
| Minister budownictwa                            |                            | Andrzej Aumiller (Samoobrona)  | 3 listopada 2006(dts)  | 13 sierpnia 2007(dts)  |
| Minister obrony narodowej                       |                            | Aleksander Szczygło (PiS)      | 7 lutego 2007(dts)     | 7 września 2007(dts)   |
| Minister obrony narodowej                       | 10 września 2007(dts)      | Aleksander Szczygło (PiS)      | 16 listopada 2007(dts) |                        |
| Minister spraw wewnętrznych i administracji     |                            | Janusz Kaczmarek               | 8 lutego 2007(dts)     | 7 sierpnia 2007(dts)   |
| Minister-członek Rady Ministrów                 |                            | Mariusz Błaszczak (PiS)        | 27 marca 2007(dts)     | 7 września 2007(dts)   |
| Minister-członek Rady Ministrów                 | 11 września 2007(dts)      | Mariusz Błaszczak (PiS)        | 16 listopada 2007(dts) |                        |
| Minister sportu i turystyki                     |                            | Elżbieta Jakubiak              | 23 lipca 2007(dts)     | 16 listopada 2007(dts) |
| Minister rolnictwa i rozwoju wsi                |                            | Wojciech Mojzesowicz (PiS)     | 31 lipca 2007(dts)     | 16 listopada 2007(dts) |
| Minister spraw wewnętrznych i administracji     |                            | Władysław Stasiak              | 8 sierpnia 2007(dts)   | 16 listopada 2007(dts) |
| Minister budownictwa                            | Mirosław Barszcz           | 13 sierpnia 2007(dts)          | 16 listopada 2007(dts) |                        |
| Minister gospodarki morskiej                    | Marek Gróbarczyk           | 13 sierpnia 2007(dts)          | 16 listopada 2007(dts) |                        |
| Minister pracy i polityki społecznej            |                            | Joanna Kluzik-Rostkowska (PiS) | 13 sierpnia 2007(dts)  | 16 listopada 2007(dts) |
| Minister edukacji narodowej                     |                            | Ryszard Legutko                | 13 sierpnia 2007(dts)  | 16 listopada 2007(dts) |

## W dniu zaprzysiężenia 14 lipca 2006
- Jarosław Kaczyński (PiS) – prezes Rady Ministrów
- Ludwik Dorn (PiS) – wiceprezes Rady Ministrów, minister spraw wewnętrznych i administracji
- Roman Giertych (LPR) – wiceprezes Rady Ministrów, minister edukacji narodowej
- Andrzej Lepper (Samoobrona RP) – wiceprezes Rady Ministrów, minister rolnictwa i rozwoju wsi
- Anna Fotyga (PiS) – minister spraw zagranicznych, przewodniczący Komitetu Integracji Europejskiej
- Grażyna Gęsicka (bezpartyjna) – minister rozwoju regionalnego
- Przemysław Gosiewski (PiS) – minister-członek Rady Ministrów
- Wojciech Jasiński (PiS) – minister skarbu państwa
- Antoni Jaszczak (Samoobrona RP) – minister budownictwa
- Anna Kalata (Samoobrona RP) – minister pracy i polityki społecznej
- Stanisław Kluza (bezpartyjny) – minister finansów
- Tomasz Lipiec (bezpartyjny) – minister sportu
- Jerzy Polaczek (PiS) – minister transportu
- Zbigniew Religa (Partia Centrum) – minister zdrowia
- Michał Seweryński (bezpartyjny) – minister nauki i szkolnictwa wyższego
- Radosław Sikorski (bezpartyjny) – minister obrony narodowej
- Jan Szyszko (PiS) – minister środowiska
- Kazimierz Ujazdowski (PiS) – minister kultury i dziedzictwa narodowego
- Zbigniew Wassermann (PiS) – minister-członek Rady Ministrów
- Rafał Wiechecki (LPR) – minister gospodarki morskiej
- Piotr Woźniak (bezpartyjny) – minister gospodarki
- Zbigniew Ziobro (PiS) – minister sprawiedliwości

## Kancelaria Prezesa Rady MinistrówJarosława Kaczyńskiegood 14 lipca 2006 do 16 listopada 2007
- Mariusz Błaszczak – szef Kancelarii od 31 października 2005 do 4 listopada 2007, minister-członek Rady Ministrów od 27 marca 2007 do 7 września 2007 i od 11 września 2007 do 16 listopada 2007, sekretarz stanu od 31 października 2005 do 27 marca 2007 i od 7 września 2007 do 11 września
- Przemysław Gosiewski – minister-członek Rady Ministrów od 14 lipca 2006 do 7 września 2007 i od 11 września 2007 do 16 listopada 2007, przewodniczący Komitetu Stałego Rady Ministrów od 14 lipca 2006 do 16 listopada 2007, wiceprezes Rady Ministrów od 8 maja 2007 do 7 września 2007 i od 11 września 2007 do 16 listopada 2007, sekretarz stanu od 7 września 2007 do 11 września 2007
- Zbigniew Wassermann – minister-członek Rady Ministrów, koordynator służb specjalnych od 31 października 2005 do 7 września 2007 i od 11 września 2007 do 16 listopada 2007, sekretarz stanu ds. służb specjalnych od 7 września 2007 do 11 września 2007
- Jacek Kościelniak – sekretarz stanu, zastępca szefa Kancelarii ds. społeczno-gospodarczych, wiceprzewodniczący Komitetu Stałego Rady Ministrów od 9 stycznia 2007 do 4 listopada 2007
- Adam Lipiński – sekretarz stanu od 4 listopada 2005 do 16 listopada 2007, szef gabinetu politycznego premiera od 14 lipca 2006 do 16 listopada 2007
- Teresa Lubińska – sekretarz stanu ds. nowej struktury tworzenia budżetu od 7 stycznia 2006 do 26 listopada 2007
- Małgorzata Sadurska – sekretarz stanu ds. pracy i polityki społecznej od 1 czerwca 2007 do 16 listopada 2007
- Stanisław Piotrowicz – sekretarz stanu, zastępca ministra-członka Rady Ministrów i koordynatora służb specjalnych od 5 czerwca 2007 (odwołany 16 listopada 2007)
- Jolanta Rusiniak – sekretarz Rady Ministrów i prezes Rządowego Centrum Legislacji
- Wojciech Mojzesowicz – sekretarz stanu ds. rolnych od 9 września 2006 do 23 października 2006
- Leszek Jesień – sekretarz stanu ds. zagranicznych do 15 grudnia 2006
- Daniel Pawłowiec – sekretarz stanu od 20 października 2006 do 11 stycznia 2007
- Piotr Tutak – sekretarz stanu od 31 października 2005 do 12 marca 2007, zastępca szefa Kancelarii od 8 listopada 2005 do 12 marca 2007
- Krzysztof Filipek – sekretarz stanu od 30 października 2006 do 13 sierpnia 2007
- Piotr Ślusarczyk – sekretarz stanu od 11 stycznia 2007 do 13 sierpnia 2007
- Marek Pasionek – podsekretarz stanu, zastępca ministra-członka Rady Ministrów i koordynatora służb specjalnych od 12 grudnia 2005 do 25 maja 2007
- Andrzej Sadoś – podsekretarz stanu ds. zagranicznych od 17 kwietnia 2007 do 6 września 2007
- Jakub Skiba – dyrektor generalny Kancelarii Premiera do 31 października 2007
- Paweł Szrot – dyrektor generalny Kancelarii od 7 listopada 2007

## Gabinet Polityczny Prezesa Rady Ministrów
- Adam Lipiński – szef gabinetu politycznego od 14 lipca 2006 do 16 listopada 2007
- Jan Dziedziczak – główny doradca premiera i rzecznik prasowy rządu od 14 lipca 2006 do 4 listopada 2007
- Michał Dworczyk – doradca ds. stosunków z Polonią i Polakami za granicą
- Robert Kwiatkowski – doradca premiera ds. rynku pracy
- Stanisław Szwed – doradca premiera ds. społecznych, odpowiedzialny za kontakty ze związkami zawodowymi od 13 grudnia 2006 do 16 listopada 2007
- Andrzej Zybertowicz – główny doradca premiera do spraw bezpieczeństwa państwa od 1 lipca 2007 do 16 listopada 2007
- Katarzyna Lubiak – asystent polityczny do 16 listopada 2007
- Michał Wiórkiewicz – asystent polityczny do 16 listopada 2007

## Komitet Integracji Europejskiej
- Anna Fotyga – przewodnicząca Komitetu, minister spraw zagranicznych
- Tomasz Nowakowski – sekretarz Komitetu, sekretarz stanu w Urzędzie Komitetu Integracji Europejskiej

Pozostali członkowie:
- Zyta Gilowska – wiceprezes Rady Ministrów, minister finansów
- Wojciech Jasiński – minister skarbu państwa
- Władysław Stasiak – minister spraw wewnętrznych i administracji
- Joanna Kluzik-Rostkowska – minister pracy i polityki społecznej
- Jerzy Polaczek – minister transportu
- Zbigniew Religa – minister zdrowia
- Jan Szyszko – minister środowiska
- Piotr Woźniak – minister gospodarki
- Zbigniew Ziobro – minister sprawiedliwości

## Wizyty zagraniczne prezesa Rady Ministrów Jarosława Kaczyńskiego

### 2006
- Bruksela, 30 VIII 2006 – spotkanie z przedstawicielami UE
- Finlandia – Helsinki, 10 IX 2006
- USA, 13–15 września|15 IX 2006
  - prezentacja F-16
  - wizyta w Waszyngtonie
- Węgry, 10 X 2006 – spotkanie w ramach 15 lat współpracy Grupy Wyszehradzkiej
- Włochy – Rzym – Watykan, 12 X 2006 – spotkanie m.in. z papieżem Benedyktem XVI
- Niemcy, 30 X 2006
- Ukraina, 15 XI 2006
- Litwa – Wilno, 8 XII 2006 – w sprawie mostu energetycznego
- Litwa – Wilno, 15 XII 2006 – w sprawie transakcji nabycia rafinerii w Możejkach przez PKN Orlen
- Irak, 20 XII 2006 – spotkanie przedświąteczne z polskimi żołnierzami

### 2007
- Holandia, 15 III 2007
- Dania, 16 III 2007
- Belgia, 18 IV 2007
- Portugalia, 20 IV 2007
- Słowacja, 11 V 2007 – spotkanie z premierem Słowacji w sprawie rozbudowy połączeń drogowych
- Irak, 16 V 2007 – spotkanie z premierem Iraku, odwiedziny w polskiej bazie wojskowej
- Słowacja – Bratysława, 18 VI 2007 – spotkanie z premierem Słowacji w sprawie systemu głosowania w Radzie UE
- Finlandia – Helsinki, 12 IX 2007 – spotkanie z premierem Finlandii, obecność na meczu piłkarskim eliminacji do EURO 2008 Finlandia-Polska (0:0)